# 真砂寧々
真砂 寧々（まさご ねね、2004年7月1日 - ）は、香川県小豆島町出身の女子野球選手（内野手）。右投左打。読売ジャイアンツ女子チーム所属。

## 略歴
父や兄の影響で未就学の頃から野球に接する機会があり、小学1年時から父が監督をつとめる池田ファイターズに入団し本格的に習い始める。また幼少の頃に宮本和知が島で野球教室などをしたことがあり、その際には真砂も指導を受けたという。小豆島中学校では野球部（軟式）に入部し、男子に混じり主力選手として活躍し、チームも県の総体で準優勝・四国総体に出場するなどの結果を挙げた。高校は県内に女子野球部が無かったこともあり、2020年に大阪の履正社高等学校に進学（所属リーグはラッキーリーグ）。高校では遊撃手で主将も任され、イチローのKOBE CHIBENと対戦する交流試合の女子選抜チームにも選出されるなどした。卒業後の進路に不安があったが、春の選抜大会時に訪問していた宮本に挨拶をした時に巨人女子のセレクション開催を紹介され、受験を決断。

### 巨人女子時代
2023年に読売ジャイアンツ女子チームの2期生として選手契約し入団。ポジションは内野手、背番号は9。同年、読売ジャイアンツにドラフト1位で入団した浅野翔吾とは、小学生の頃から交流がある。2022年11月の入団発表後に、選手として活躍し野球の楽しさを伝えられるように頑張りたい、（減少が続く男子野球界も含めて）野球界・特に女子野球界の更なる発展に役立てればと取材に答えた。
2023年からは、無報酬契約のため選手生活の傍ら、平日の二軍公式ホーム戦のボールガールや、振興部のジャイアンツアカデミーコーチとして、野球教室などの野球振興業務で収入を得ている。2023年シーズンのヴィーナスリーグでは26試合に出場した。
2024年2月には「ふるさとベースボールキャラバン」活動の第1弾として、出身中学の体育館で未経験者向けと野球選手向けに野球教室を開催した。

## 選手・人物
2024年3月時点までの選手・人物について記述する。
選手として
野球を始めた頃から映像などで参考にすることもあったのはイチロー。登録は内野手であるが、外野もできるユーティリティープレイヤー（2023年の出場は二塁手・外野手）。
浅野翔吾とは家族同士も交流があり、練習試合では真砂が投手でカーブを投げたが、浅野に左越本塁打を打たれたこともあると振り返っている。
人物
モットーにしている言葉は Enjoy Baseball。
小豆島が大好きで、理由として瀬戸内海に輝く太陽や星空などを挙げており、進学のために島を離れるのは辛かったという。

## 詳細情報

### 記録

#### ヴィーナスリーグ
打撃記録
- 初出場・初先発出場：2023年4月23日、対尚美学園大（田ケ谷サン・スポーツランド野球場）、9番中堅手で先発出場
- 初打席：同上、2回表
- 初安打：同上、4回表に北澤神楽から中安
- 初盗塁：同上、初安打で出塁後に二盗
- 初打点：2023年5月20日、対埼玉西武ライオンズ・レディース（府中市民球場）、4回裏に里綾実から2点適時・右二塁打（勝ち越し点）

### 背番号
- 9（2023年 - ）